# Csokvaomány
Csokvaomány je obec v Maďarsku na severozápadě župy Borsod-Abaúj-Zemplén v okresu Ózd v Bukových horách. K 1. lednu 2015 zde žilo 895 obyvatel.

## Historie
První písemná zmínka o obci pochází z roku 1221.

## Geografie
Obec se nachází asi 9 km severozápadně od okresního města Ózd. Od města s župním právem Miškovec se nachází asi 30 km jihovýchodně.
Obcí dále protéká potok Csokva. Obec se nachází v Bukových horách ve výšce 265 m n. m.

## Doprava
Do obce se dá dostat silnicí z Nekézseny a Szilvásvarádu. Jižní hranicí katastru obce vede železniční trať Eger – Putnok, na které se nacházela zastávka Csokvaomány. Vlaky zde však od roku 2009 nejezdí.